# François Brandt
François Antoine Brandt (Zoeterwoude, 29 december 1874 – Naarden, 4 juli 1949) was een Nederlandse roeier. Hij was de eerste olympisch kampioen met de Nederlandse nationaliteit.

## Loopbaan
Het hoogtepunt van zijn sportcarrière waren de Olympische Zomerspelen 1900 in Parijs, toen hij samen met Roelof Klein eerste werd in de twee-met-stuurman. Zij hadden aanvankelijk een Nederlandse stuurman (Herman Brockmann), maar deze bleek wat te zwaar. Na naarstig gezocht te hebben werd er een voor ons onbekend Frans jongetje van tien jaar in de boot gezet. François Brandt vermeldt in het gedenkboek van Laga in 1926 (blz. 42): "Onder de als te zwaar afgedankte "gamins" was er spoedig een gevonden, die vroeger ploegen van de Société de la Basse-Seine had gestuurd". Met 25 kilo minder ballast finishten zij als eerste in een tijd van 7.34,2 voor twee Franse boten. De naam van het Franse jongetje is altijd onbekend gebleven. Omdat het een gemengde Nederlands-Franse equipe was, werd hun overwinning door het IOC oorspronkelijk niet aangemerkt als een Nederlandse, maar Brandt en Klein zijn wel de eerste Nederlandse olympisch kampioenen uit de geschiedenis. Dit wordt nu ook erkend door het IOC. De Nederlander Herman Brockmann stuurde wel de vier met stuurman naar zilver en de acht met stuurman naar het brons.
François Brandt maakte ook deel uit van de acht die in Parijs de derde plaats haalde. Hij en Klein hadden overigens geen idee, dat zij aan Olympische Spelen hadden meegedaan. Hun hele leven zijn ze ervan uitgegaan, dat zij in Parijs wereldkampioen waren geworden. Zij kregen ook geen medaille (die werden bij de Spelen pas vier jaar later ingevoerd), maar een bronzen beeld met het bijschrift dat zij een roeiwedstrijd hadden gewonnen tijdens de wereldtentoonstelling van 1900. Het beeldje is nu in het bezit van een kleindochter van Brandt, die in Australië woont.
Hij roeide bij de Delftse studentenroeivereniging D.S.R.V. Laga.
Brandt werkte als ingenieur bij de Nederlandse Spoorwegen en was tevens bisschop van de Kerk-Provincie Nederland en België van de Vrij-Katholieke Kerk. Hij was gehuwd met Juliana Agatha de Wendt. Hij overleed op 74-jarige leeftijd in Naarden en werd gecremeerd in Driehuis. In 2017 vernoemde de gemeente Amsterdam een brug naar hem.

## Palmares

### Twee met stuurman
- 1900:  Olympische Spelen - 7.34,2

### Acht met stuurman
- 1900:  Olympische Spelen - 6.23,0

François Brandt · 
Roelof Klein · 
Herman Brockmann (stuurman)
François Brandt · 
Johannes van Dijk · 
Roelof Klein · 
Ruurd Leegstra · 
Walter Meijer Timmerman Thijssen · 
Walter Middelberg · 
Hendrik Offerhaus · 
Henricus Tromp · 
Herman Brockmann (stuurman)
1900: François Brandt & Roelof Klein ·
1920: Ercole Olgeni & Giovanni Scatturin & Guido de Filip ·
1924: Édouard Candeveau & Alfred Felber & Émile Lachapelle ·
1928: Hans Schöchlin & Karl Schöchlin & Hans Bourquin ·
1932: Joseph Schauers & Charles Kieffer & Edward Jennings ·
1936: Gerhard Gustmann & Herbert Adamski & Dieter Arend ·
1948: Finn Pedersen & Tage Henriksen & Carl Ebbe Andersen ·
1952: Raymond Salles & Gaston Mercier & Bernard Malivoire ·
1956: Arthur Ayrault & Conn Findlay & Armin Kurt Seiffert ·
1960: Bernhard Knubel & Heinz Renneberg & Klaus Zerta ·
1964: Edward Ferry & Conn Findlay & Henry Kent Mitchell ·
1968: Primo Baran & Renzo Sambo & Bruno Cipolla ·
1972: Wolfgang Gunkel & Jörg Lucke & Klaus-Dieter Neubert ·
1976: Harald Jährling & Friedrich-Wilhelm Ulrich & Georg Spohr ·
1980: Harald Jährling & Friedrich-Wilhelm Ulrich & Georg Spohr ·
1984: Carmine Abbagnale & Giuseppe Abbagnale & Giuseppe Di Capua ·
1988: Carmine Abbagnale & Giuseppe Abbagnale & Giuseppe Di Capua ·
1992: Jonathan Searle & Gregory Searle & Garry Herbert